# بابل (رمان)
بابل (به فرانسوی: Babylone) رمانی است فرانسوی که توسط یاسمینا رضا، در ۳۱ اوت ۲۰۱۶ توسط انشارات فلاماریون منتشر شده‌است. این رمان در ۳ نوامبر همان سال برنده جایزه رنودو شد.

## موضوع
الیزابت، راوی شصت ساله داستان، مهمانی بهاری کوچکی را تدارک می‌بیند: جشنی با دوستان و همسایه‌ها، در آپارتمانش در حومه پاریس. اما نیمه شب، پس از مهمانی، داستان به درامی خونین تبدیل می‌شود.

## سبک
بسیاری از منتقدان این کتاب را در ژانر آثار پلیسی قرار داده‌اند اما به‌طور دقیق‌تر می‌توان آن را «رمان نوآر» (سیاه) در نظر گرفت: «منظور از رمان «نوآر» امروزه در واقع داستانی پلیسی است که در بستر یک واقعیت اجتماعی روایت شود و در عین حال سخن نقادانه و معترضانه نیز داشته باشد».

## کتابشناسی
- Babylone, Flammarion, 2016, (ISBN 208139409X)
- Adaptation audio de "Babylone" sur France Culture (écouter en ligne)